# Vrtare Male
Vrtare Male – jaskinia krasowa położona w pobliżu Dramalja, nadmorskiej miejscowości w Chorwacji. Jej głębokość jest szacowana na 39 m, jednak jaskinia jest sucha do poziomu 29 m. Jama po raz pierwszy została zbadana w 1966 roku przez grupę speleologów ze stowarzyszenia „Velebit”. W 1995 roku Dragan Pelić (fotograf, grotołaz z pobliskiej Crikvenicy) zszedł do jaskini i znalazł rzadki okaz dziesięcionogów. Odkrycie to zostało potwierdzone przez chorwackiego speleologa, Branko Jalžića, który dodatkowo skategoryzował wiele ciekawych szczątków kopalnych (fragmentów kości, zębów itp). Dokonanie Pelića i Jalžića wywołało lawinę wypraw do jaskini, dlatego od 2005 roku Vrtare Male jest chroniona. Jaskinia jest siedliskiem niespotykanych krewetek słodkowodnych (Troglocaris anophthalmus), stygobiontów, endemicznych dla dynarskiego krasu. Są one całkowicie białe i nie mają oczu. Vrtare Male jest zarejestrowana w Krajowej Sieci Ekologicznej Chorwacji (kod: HR3000257) i włączona do programu Natura 2000. W 2009 roku jaskinia Vrtare Male została ogłoszona geologiczno-paleontologicznym pomnikiem przyrody. Obszar objęty ochroną wynosi około 310 m².

## Wyprawy badawcze
Wykopaliska paleontologiczne w jaskini Vrtare Male prowadziło Muzeum Historii Naturalnej z Zagrzebia. Ekspedycja trwała dziesięć dni, od 22 września do 1 października 2007 roku; była kontynuacją eksploracji z 2005 i 2006 roku zainicjowanych przez chorwackie Stowarzyszenie Biospeleologiczne oraz Akademię Nauki i Sztuki. Wykopaliska prowadzono na głębokości około trzydziestu metrów.
W skład zespołu badawczego w 2007 roku weszli:
- Branko Jalžić – instruktor speleologii,
- Kazimir Miculinić – geolog,
- Vedran Jalžić – technik,
- Predrag Rade – speleolog,
- Damir Lovretić – speleolog.

Podczas wykopalisk zabezpieczono szczątki kilku przedstawicieli megafauny plejstocenu (lwa jaskiniowego (Panthera spelaea), mamuta, niedźwiedzia jaskiniowego, prażubra, wilka strasznego oraz wymarłych przodków daniela, konia i nosorożca). W 2009 roku znaleziska zostały zaprezentowane w Muzeum Miejskim w Crikvenicy, a w 2010 w Muzeum Historii Naturalnej w Zagrzebiu.

Szczątki pochodzące z Vrtare Male
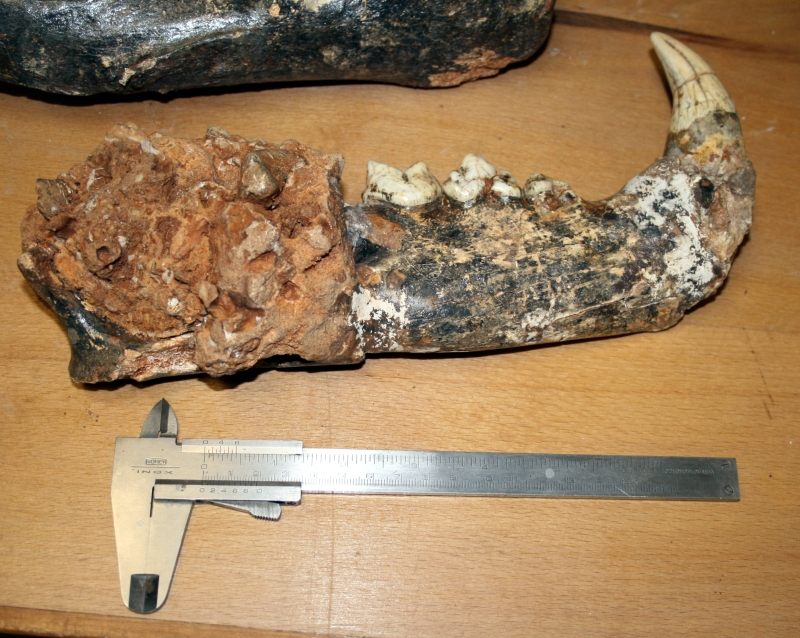
Fragment żuchwy lwa znaleziony w jaskini
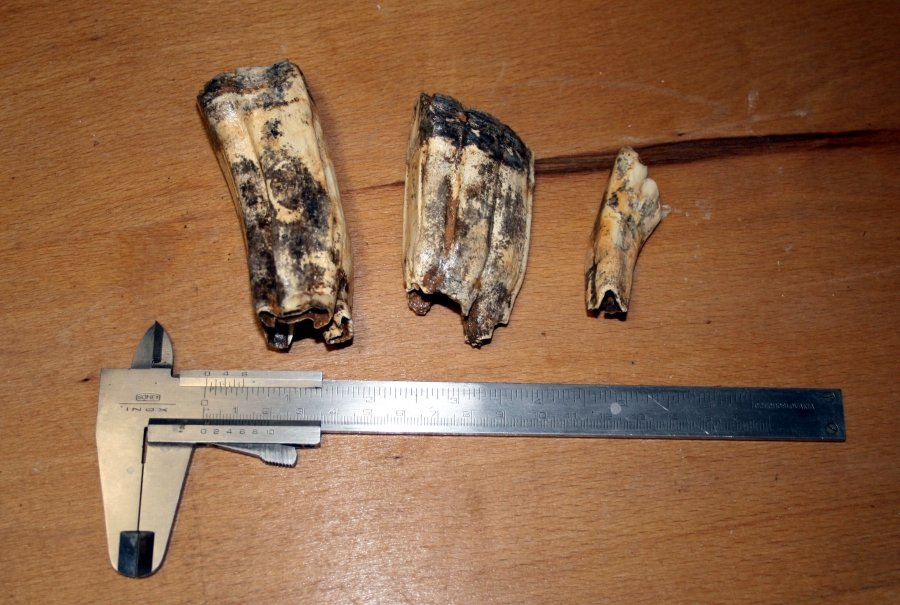
Zęby konia
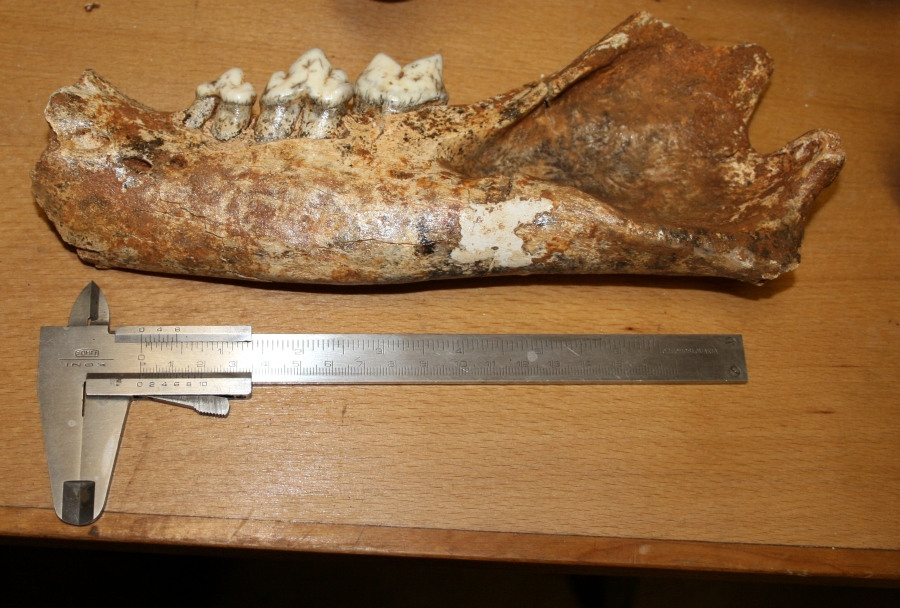
Dolna szczęka lwa jaskiniowego
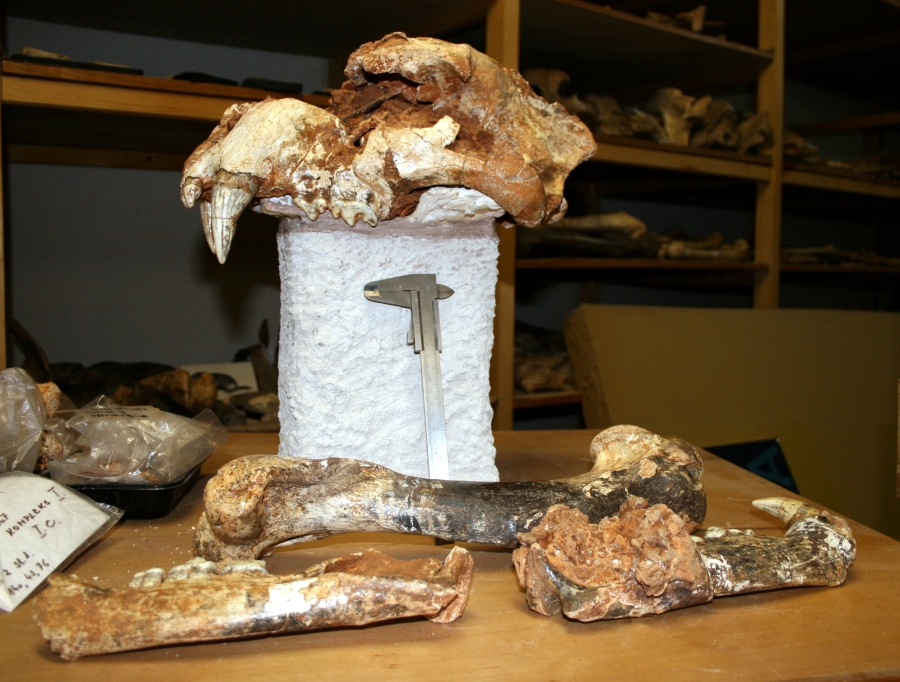
Kości lwa jaskiniowego
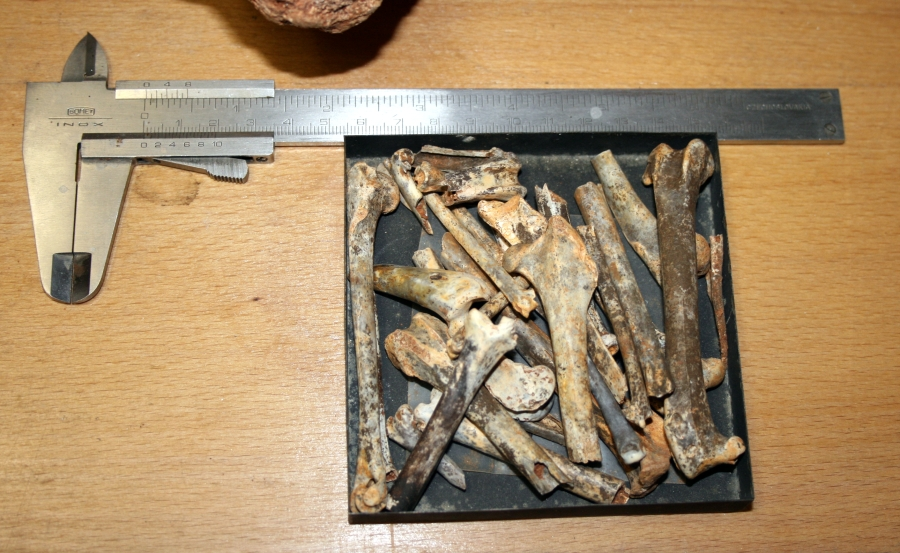
Szczątki małych zwierząt

Kolejna wyprawa do wnętrza Vrtare Male, a także sąsiednich jaskiń: Vrtare Vela i Vrtare Nove, zorganizowana została w lipcu 2011 roku. W jej wyniku zgromadzono łącznie 184 plejstoceńskie skamieniałości. Okoliczne jaskinie są uważane za część pierwotnie większego systemu jaskiń, który został rozdzielony po katastrofie w plejstocenie. Podobnie uważa się, że wejście do jaskini było większe niż obecnie, skoro wewnątrz zostały znalezione szczątki dużych zwierząt.